# Ildefons Lima
Ildefons Lima Solà (Barcelona, 1979. december 10. –) spanyol születésű andorrai válogatott labdarúgó, az FC Andorra második csapatának játékosa.

## Pályafutása
Többnyire spanyol alsóbb osztályú csapatokban szerepelt és megfordult több országban is, mint például Andorra, Spanyolország, Mexikó, Görögország, Olaszország és Svájc. Az olasz másodosztályban a Triestina csapatával szerepelt, ahol 80-szor lépett pályára. Spanyolországban a Rayo Vallecano és az Espanyol B csapatában is megfordult.

## Válogatott
1997. június 22-én az észt labdarúgó-válogatott ellen második hivatalos mérkőzésen mutatkozott be, mindössze 17 évesen, az andorrai labdarúgó-válogatottban. Ezen a mérkőzésen az első válogatott gólját is megszerezte. Óscar Sonejee után ő az egyetlen aki több mint 100 mérkőzésen szerepelt a válogatottban, valamint ő szerezte a legtöbb válogatott gólt.

## Család
Testvérével, Antoni Limával játszottak együtt a válogatottban és a görög Ionikoszban is.

## Sikerei, díjai
- Santa Coloma
  - Andorrai bajnok: 2014, 2015, 2016
  - Andorrai szuperkupa: 2015